# Césarville-Dossainville
Césarville-Dossainville település Franciaországban, Loiret megyében. Lakosainak száma 222 fő (2022. január 1.). Césarville-Dossainville Audeville, Engenville, Ramoulu és Le Malesherbois községekkel határos.

## Népesség
A település népességének változása:
| Lakosok száma | 164  | 230  | 232  | 213  | 239  | 256  | 273  | 240  | 224  | 222  |
|               | 1968 | 1982 | 1990 | 2006 | 2013 | 2015 | 2017 | 2019 | 2020 | 2022 |